# Scolecoxyphium formosum
Scolecoxyphium formosum är en svampart som beskrevs av Bat., Nascim. & Cif. 1963. Scolecoxyphium formosum ingår i släktet Scolecoxyphium och familjen Capnodiaceae.   Inga underarter finns listade i Catalogue of Life.